# Prasdorf (Gemeinde Blindenmarkt)
Prasdorf ist ein Dorf in der Marktgemeinde Blindenmarkt, Niederösterreich.

## Geografie
Das Dorf liegt einen Kilometer nördlich von Blindenmarkt und befindet sich innerhalb der Ortschaft Atzelsdorf. Es wird von der Landesstraße L6017 durchquert.

## Geschichte
Im Franziszeischen Kataster von 1822 ist Prasdorf als Haufendorf mit mehreren Gehöften verzeichnet. Laut Adressbuch von Österreich waren im Jahr 1938 in Prasdorf zwei Landwirte mit Direktvertrieb ansässig. Zudem gab es eine Ziegelei.